# Jimmy Windridge
James Edwin "Jimmy" Windridge (ur. 21 października 1882 w Birmingham, zm. 23 września 1939 tamże) – angielski piłkarz grający niegdyś na pozycji napastnika. Rozegrał ponad 250 meczów w The Football League występując w Small Heath/Birmingham, Chelsea i Middlesbrough. Ośmiokrotnie grał również w reprezentacji Anglii. Był kuzynem byłego innego angielskiego piłkarza, Alexa Leake`a.
Urodzony w Birmingham Windridge rozpoczynał swoją seniorską karierę w lokalnym klubie Small Heath (obecnie Birmingham City), w którym zadebiutował w 1903 roku. W swoim pierwszym sezonie spędzonym w barwach Blues jego zespół awansował do Division One. W 1905 roku stał się jednym z pierwszych graczy którzy trafili do nowo utworzonej drużyny Chelsea, przybywając do niej za sumę 190 funtów, wraz ze swoimi kolegami ze Small Heath – Jimmym Robertsonem i Bobym McRobertsem. W swoim debiucie strzelił hat-tricka w pierwszym w historii spotkaniu na Stamford bridge przeciwko Blackpool.
Windridge strzelił 16 goli w swoim pierwszym sezonie spędzonym na Stamford Bridge, zaś Chelsea zajęła wysokie trzecie miejsce w rozgrywkach Second Division. W następnym zdobył 18 bramek i pomógł The Blues w awansie do First Division. Później został przyćmiony przez George`a Hilsdona i Viviana Woodward, co spowodowało, że w 1911 roku odszedł do Middlesbrough. Trzy lata później powrócił do Birmingham City i w ligowym meczu z Glossop North End strzelił pięć goli czym wyrównał klubowy rekord w ilości strzelonych bramek w jednym spotkaniu.
Windridge występował również w reprezentacji swojego kraju. Zadebiutował w niej w 1908 roku w spotkaniu z Irlandią. Łącznie wystąpił w ośmiu międzypaństwowych meczach i strzelił siedem goli.
Po zakończeniu swojej piłkarskiej kariery Windridge grał w krykieta w Warwickshire County Cricket Club. Zmarł w Birmingham mając 56 lat.